# Міждугорний
Міждуго́рний (рос. Междугорный) — селище у складі Октябрського району Оренбурзької області, Росія.

## Населення
Населення — 245 осіб (2010; 275 у 2002).
Національний склад (станом на 2002 рік):
- казахи — 39 %
- росіяни — 35 %